# Джон Каценбах
Джон Каценбах (на английски: John Katzenbach) е американски писател на бестселъри в жанра трилър.

## Биография и творчество
Джон Каценбах е роден на 23 юни 1950 г. в Принстън, Ню Джърси, САЩ, в семейството на Никълъс Катценбах (1922 – 2012), адвокат и бивш главен прокурор по времето на президента Линдън Джонсън, и Лидия Фелпс, психоаналитик.
Учи в академията „Филипс Ексетър“ и колежа „Бард“, като се дипломира със степен по право.
Започва да работи през 1973 г. като криминален репортер за „Трентън Таймс“ в Трентън, Ню Джърси. В периода 1976 – 1979 г. е репортер за „Маями Нюз“ в Маями, Флорида, а след това е и съдебен репортер за „Маями Хералд“ през 1981 – 1982 г. В периода 1982 – 1985 г. е писател на свободна практика към седмичника „Тропик“. Пише и към „Ню Йорк Таймс“, „Уошингтън Поуст“ и други големи вестници.
На 10 май 1980 г. се жени за журналистката и писателката Маделин Блейс. Имат две деца – Никълъс и Джъстин.
Докато работи като журналист, в края на 70-те години, започва да пише романи, ползвайки опита си като криминален репортер. Първият му трилър „In the Heat of the Summer“ е издаден през 1982 г. и става бестселър. През 1985 г. е екранизиран в успешния филм „В разгара на лятото“ с участието на Кърт Ръсел, Мюриел Хемингуей и Анди Гарсия в главните роли.
След публикуването на трилъра „The Traveller“ (Пътникът) Джон Каценбах напуска журналистиката и се посвещава изцяло на писателската си кариера. През 1992 г. илиза трилърът му „Справедлива кауза“. По него през 1995 г. е направен едноименния филм с участието на Шон Конъри, в главната роля, Ед Харис, Шон Конъри, Скарлет Йохансон, и Лорънс Фишбърн.
През 2002 г. по романът му от 1999 г. „Hart's War“ е адаптиран филма „Войната на Харт“ с участието на Брус Уилис в главната роля, и с участието на Колин Фарел и Теренс Хауър.
Един от най-успешните му трилъри е „Психоаналитикът“ от 2002 г., който само в САЩ е отпечатан в над 3 милиона екземпляра. Той е удостоен с Голямата награда за криминална литература на Франция през 2004 г.
Джон Каценбах нарежда сред най-големите и най-тиражираните американски писатели на трилъри, постоянно присъстващи в списъците на „Ню Йорк Тоймс“, а романите му са сред най-награждаваните и най-често филмираните. Той е на Асоциацията на писателите на трилъри на Америка, ПЕН интернешънъл, и др. организации.
Джон Каценбах живее със семейството си в Амхърст, Масачузетс. Обича да плава и да ходи на риболов.

## Произведения

### Самостоятелни романи
- In the Heat of the Summer (1982) – издадена и като „The Mean Season“
- The Traveller (1987)
- Day of Reckoning (1989)
- Just Cause (1992)
Справедлива кауза, изд. „Весела Люцканова“ (1999), прев. Владимир Германов
- The Shadow Man (1995) – номинирана за награда „Едгар“
Човекът сянка, изд. „Весела Люцканова“ (2000), прев. Владимир Германов
- State of Mind (1997)
- Hart's War (1999)
- Natural Suspect (2001) – с Уилям Бърнхарт, Лесли Глас, Джини Харцмарк, Джон Лескроарт, Бони Макдъгъл, Филип Марголин, Брад Мелцър, Майкъл Палмър, Лайза Скоталайн и Лорънс Шеймс
Фатални подозрения, изд.: ИнфоДАР, София (2005), прев. Боряна Даракчиева
- The Analyst (2002)
Психоаналитикът, изд.: ИК „Колибри“, София (2008), прев. Павел Главусанов
- The Mad Man's Tale (2004) – номинирана за награда „Антъни“
- The Wrong Man (2006)
- What Comes Next (2012)
- The Traveler (2013) – преработено издание на романа от 1987 г.
- Red 1-2-3 (2014)

### Документалистика
- First Born: The Death of Arnold Zeleznik, Age Nine (1984)

### Филмография
- 1985 В разгара на лятото, The Mean Season – по романа „In the Heat of the Summer“
- 1995 Справедлива кауза, Just Cause – по романа
- 2002 Войната на Харт, Hart's War – по романа
- 2011 Faux coupable – френски ТВ филм, по романа „The Wrong Man“
- 2012 Boondoggle